# Caecilia volcani
Caecilia volcani е вид безкрако земноводно от семейство Caeciliidae.

## Разпространение и местообитание
Видът е разпространен в Панама.
Обитава райони с тропически и субтропичен климат, гористи местности, планини, градини, плантации, блата, мочурища и тресавища.